# Eusebio de Bardaxí y de Azara
Eusebio de Bardaxí y de Azara (Graus, 19 de desembre de 1776 - Huete, 7 de març de 1842) fou un advocat, diplomàtic i polític aragonès.

## Biografia
Va cursar estudis de Dret a Saragossa i al Col·legi Espanyol de "San Clemente" de Bolonya. En acabar els estudis va estar destinat com a diplomàtic an la mateixa Bolonya, i després a París amb el seu oncle l'ambaixador Azara, on va recolzar activament al papa Pius VII, captiu de Napoleó a Fontainebleau. Va comptar amb el suport del Cardenal Lorenzana en aquesta tasca.
Fou nomenat secretari a l'ambaixada de Viena en 1800, on més tard va exercir el càrrec de ministre plenipotenciari de Carles IV. Quan va esclatar la Guerra del Francès va tornar a Espanya i va formar part de les Corts de Cadis com a primer Secretari. Va ocupar amb caràcter d'interinitat la Secretaria de la Guerra i d'Hisenda per a ser destinat posteriorment a Lisboa, i després a la cort de Sant Petersburg com a enviat extraordinari prop del Tsar, si bé no va arribar a exercir-ne el càrrec.
Amb Ferran VII al tron va tornar a la carrera diplomàtica, sent destinat a les ambaixades de Lucca, Londres i París.
Durant el trienni liberal va tornar a Espanya i es va fer càrrec de la Secretaria d'Estat al govern liberal (4 de març de 1821-8 de gener de 1822). En restaurar-se l'absolutisme va ser bandejat a Huete (Conca).
Després va passar a formar part de l'anomenat estamento de los próceres creat per l'Estatut de Martínez de la Rosa; desaparegut aquest estament, fou designat Senador per la província de Conca. Va ser President del Consell de Ministres del 18 d'agost al 18 d'octubre de 1837, quan el pretendent Carles Maria Isidre de Borbó arribà a les portes de Madrid. Quan deixà el càrrec es va retirar de la política.